# حارة المجد الشمالية (صنعاء)

تعديل مصدري - تعديل

حارة المجد الشمالية هي إحدى حارات حي بير عبيد بمديرية السبعين إحد مديريات العاصمة اليمنية صنعاء، بلغ تعداد سكانها 1095 نسمة حسب تعداد اليمن لعام 2004.